# 许永凯
许永凯（英語：Hee Yong Kai, Terry，1995年7月6日—），新加坡男子羽毛球運動員，擅長雙打項目。

## 簡歷
許永凱的父母為馬來西亞檳城人，他出生於新加坡並在檳城唸書成長。許永凱與他的混雙搭檔陳薇涵於2021年結婚。
2022年1月，許永凱／陳薇涵在印度公開賽混雙決賽擊敗馬來西亞的陳堂傑／白燕薇奪冠。3月再奪奧爾良大師賽冠軍。

## 主要比賽成績
只列出曾進入準決賽的國際賽事成績：
| 年份   | 賽事                     | 公開賽級別 | 項目     | 拍檔                    | 成績   |
| ------ | ------------------------ | ---------- | -------- | ----------------------- | ------ |
| 2014年 | 英聯邦運動會羽毛球比賽   | 其他       | 混合團體 | －                      | 銅牌   |
| 2014年 | 新加坡羽毛球國際系列賽   | 國際系列賽 | 混合雙打 | 陈薇涵                  | 冠軍   |
| 2014年 | 巴林羽毛球國際挑戰賽     | 國際挑戰賽 | 男子雙打 | 亨德拉·维加亚           | 準決賽 |
| 2014年 | 馬來西亞羽毛球國際挑戰賽 | 國際挑戰賽 | 混合雙打 | 陈薇涵                  | 亞軍   |
| 2015年 | 越南羽毛球國際挑戰賽     | 國際挑戰賽 | 男子雙打 | 亨德拉·维加亚           | 亞軍   |
| 2015年 | 越南羽毛球國際挑戰賽     | 國際挑戰賽 | 混合雙打 | 陈薇涵                  | 準決賽 |
| 2015年 | 東南亞運動會羽毛球比賽   | 其他       | 男子團體 | －                      | 銅牌   |
| 2015年 | 新加坡羽毛球國際系列賽   | 國際系列賽 | 男子雙打 | 骆建贤                  | 冠軍   |
| 2015年 | 馬來西亞羽毛球國際挑戰賽 | 國際挑戰賽 | 混合雙打 | 陈薇涵                  | 準決賽 |
| 2015年 | 孟加拉羽毛球國際挑戰賽   | 國際挑戰賽 | 混合雙打 | 陈薇涵                  | 冠軍   |
| 2015年 | 印度羽毛球國際挑戰賽     | 國際挑戰賽 | 混合雙打 | 陈薇涵                  | 準決賽 |
| 2016年 | 樂魚羽毛球國際挑戰賽     | 國際挑戰賽 | 混合雙打 | 陈薇涵                  | 冠軍   |
| 2016年 | 中華台北羽球大師賽       | 大獎賽     | 男子雙打 | 骆建贤                  | 準決賽 |
| 2016年 | 匈牙利羽毛球國際賽       | 國際系列賽 | 混合雙打 | 陈薇涵                  | 冠軍   |
| 2016年 | 韓國羽毛球大師賽         | 大獎賽     | 混合雙打 | 陈薇涵                  | 準決賽 |
| 2017年 | 泰國羽毛球大師賽         | 黃金大獎賽 | 混合雙打 | 陈薇涵                  | 準決賽 |
| 2017年 | 樂魚羽毛球國際挑戰賽     | 國際挑戰賽 | 男子雙打 | 骆建贤                  | 準決賽 |
| 2017年 | 泰國羽毛球黃金大獎賽     | 黃金大獎賽 | 混合雙打 | 陈薇涵                  | 準決賽 |
| 2017年 | 東南亞運動會羽毛球比賽   | 其他       | 男子團體 | －                      | 銅牌   |
| 2017年 | 尼泊爾羽毛球國際系列賽   | 國際系列賽 | 男子雙打 | 丹尼·巴瓦·克里斯南塔    | 冠軍   |
| 2018年 | 英聯邦運動會羽毛球比賽   | 其他       | 混合團體 | －                      | 第四名 |
| 2018年 | 南澳洲羽毛球國際賽       | 國際挑戰賽 | 男子雙打 | 丹尼·巴瓦·克里斯南塔    | 亞軍   |
| 2018年 | 南澳洲羽毛球國際賽       | 國際挑戰賽 | 混合雙打 | 普特里·萨里·戴维·西特拉 | 冠軍   |
| 2018年 | 雪梨羽毛球國際賽         | 國際系列賽 | 男子雙打 | 丹尼·巴瓦·克里斯南塔    | 亞軍   |
| 2018年 | 雪梨羽毛球國際賽         | 國際系列賽 | 混合雙打 | 普特里·薩里·戴維·西特拉 | 準決賽 |
| 2018年 | 新加坡羽毛球國際系列賽   | 國際系列賽 | 男子雙打 | 丹尼·巴瓦·克里斯南塔    | 亞軍   |
| 2018年 | 印度羽毛球國際挑戰賽     | 國際挑戰賽 | 混合雙打 | 普特里·薩里·戴維·西特拉 | 準決賽 |
| 2019年 | 東南亞運動會羽球比賽     | 其他       | 男子團體 | －                      | 銅牌   |
| 2021年 | 荷蘭羽毛球公開賽         | 國際挑戰賽 | 男子雙打 | 骆建贤                  | 冠軍   |
| 2021年 | 荷蘭羽毛球公開賽         | 國際挑戰賽 | 混合雙打 | 陈薇涵                  | 準決賽 |
| 2021年 | 捷克羽毛球公開賽         | 國際系列賽 | 男子雙打 | 骆建贤                  | 冠軍   |
| 2021年 | 捷克羽毛球公開賽         | 國際系列賽 | 混合雙打 | 陈薇涵                  | 冠軍   |
| 2021年 | 比利時羽毛球國際賽       | 國際挑戰賽 | 混合雙打 | 陈薇涵                  | 準決賽 |
| 2022年 | 印度羽毛球公開賽         | 超級500賽  | 混合雙打 | 陈薇涵                  | 冠軍   |
| 2022年 | 亞洲羽毛球團體錦標賽     | 其他       | 男子團體 | －                      | 季軍   |
| 2022年 | 奧爾良羽毛球大師賽       | 超級100賽  | 混合雙打 | 陈薇涵                  | 冠軍   |
| 2022年 | 東南亞運動會羽毛球比賽   | 其他       | 男子團體 | －                      | 銅牌   |
| 2022年 | 東南亞運動會羽毛球比賽   | 其他       | 男子雙打 | 駱建賢                  | 銅牌   |
| 2022年 | 英聯邦運動會羽毛球比賽   | 其他       | 混合團體 | －                      | 銅牌   |
| 2022年 | 英聯邦運動會羽毛球比賽   | 其他       | 混合雙打 | 陳薇涵                  | 金牌   |
| 2023年 | 東南亞運動會羽毛球比賽   | 其他       | 男子團體 | －                      | 銅牌   |
| 2023年 | 阿布達比羽毛球大師賽     | 超級100賽  | 混合雙打 | 陳薇涵                  | 亞軍   |
| 2023年 | 愛爾蘭羽毛球公開賽       | 國際挑戰賽 | 混合雙打 | 陳薇涵                  | 冠軍   |
| 2023年 | 古瓦哈蒂羽毛球大師賽     | 超級100賽  | 混合雙打 | 陳薇涵                  | 冠軍   |
| 2023年 | 奧迪沙羽毛球大師賽       | 超級100賽  | 混合雙打 | 陳薇涵                  | 亞軍   |
| 2024年 | 馬來西亞羽毛球公開賽     | 超級1000賽 | 混合雙打 | 陳薇涵                  | 準決賽 |
| 2024年 | 古瓦哈蒂羽毛球大師賽     | 超級100賽  | 混合雙打 | 金羽佳                  | 準決賽 |
| 2024年 | 奧迪沙羽毛球大師賽       | 超級100賽  | 混合雙打 | 金羽佳                  | 亞軍   |
| 2024年 | 孟加拉羽毛球國際挑戰賽   | 國際挑戰賽 | 混合雙打 | 金羽佳                  | 冠軍   |

| 2007-2017年 | 首要超級賽 | 超級賽 | 黃金大獎賽 | 大獎賽 | 國際挑戰賽 | 國際系列賽 | 未來系列賽 | 其他 |

| 2018-2026年 | 總決賽 | 超級1000賽 | 超級750賽 | 超級500賽 | 超級300賽 | 超級100賽 | 國際挑戰賽 | 國際系列賽 | 未來系列賽 | 其他 |

### 奧運會和世錦賽參賽紀錄
|          | 搭檔   | 2022 | 2023 | 2024       |
| -------- | ------ | ---- | ---- | ---------- |
| 男子雙打 | 骆建贤 | 16強 | －   | －         |
| 混合雙打 | 陈薇涵 | 16強 | 32強 | 小組第三名 |